# Ivan Musić

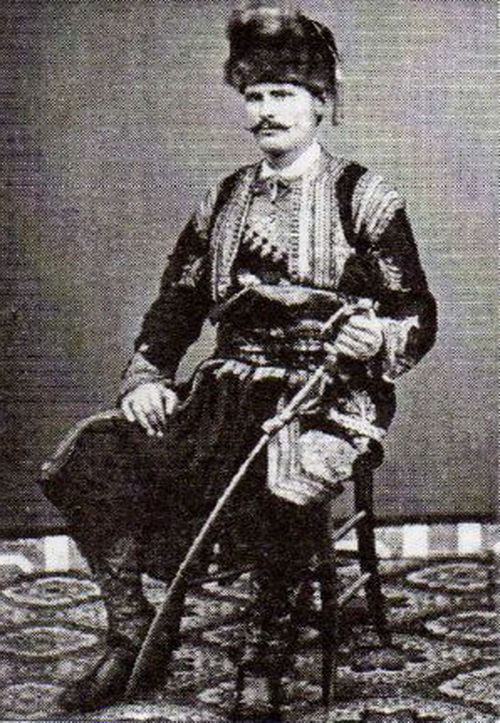
Ivan Mušić als Wojwode der unteren Herzegowina (um 1875). Er trägt die Uniform, den Säbel und die Pistole, welche er von Fürst Nikola von Montenegro zum Geschenk erhielt.

Ivan Musić (* 24. Dezember 1848 in Klobuk bei Ljubuški, Paschalik Herzegowina, Osmanisches Reich; † 1888 in Belgrad, Königreich Serbien) war ein katholischer Priester im Franziskanerorden (OFM) und Anführer kroatischer Freischärler beim Herzegowinischen Aufstand (1875–1878) gegen die osmanische Herrschaft.

## Leben und Wirken
Ivan Musić wurde als Sohn der Bauern Stipan (Stjepan) Musić und seiner Ehefrau Iva (geb. Kraljević aus Čerigaj, Široki Brijeg) in der westlichen Herzegowina geboren. Am 27. Dezember 1848 wurde er von seinem Onkel mütterlicherseits und späteren Förderer Anđeo Kraljević (1807–1879) getauft, dem Bischof des Bistums Mostar-Duvno. Musić erhielt am Franziskanergymnasium von Široki Brijeg eine Schulausbildung und bereitete sich auf seine Zukunft als franziskanischer Ordenspriester vor. Er trat in die Bosnische Provinz (Provincia Bosna Argentina) des Franziskanerordens ein, legte am 31. Januar 1863 das Ordensgelübde ab und nahm den Ordensname Šimun an. Im Zuge einer Verschwöreraffäre musste er 1869 fliehen. Nach Intervention des französischen Konsuls Moreau beim Wesir Osman-paša erhielt er zusammen mit seinem in die Verschwörung verwickelten Kommilitonen Petar Božić, ein Stipendium zum Studium der Medizin in Istanbul. Er blieb nicht lange in Istanbul, sondern setzte sein Theologiestudium im Erzbistum Esztergom (Ungarn) fort. Nach Abschluss seines Theologiestudiums wurde er 1873 als katholischer Pfarrer nach Ravno in die östliche Herzegowina geschickt. Mit der Zeit wurde Musić auf die Lage der katholischen Bauern aufmerksam, die unter der Steuerlast des osmanischen Reichs ein Dasein in großer Armut fristeten. Als gebildeter und redegewandter Mann war Ivan Musić in der Lage, die Bevölkerung zu mobilisieren und im Notfall auch bei der militärischen Organisation mitzuhelfen.
Als er 1875 von der Entwicklung eines bewaffneten Aufstands gegen die osmanische Herrschaft im Gebiet von Nevesinje erfuhr, begann Musić selbstständig Einheiten zur Teilnahme aufzustellen. In wenigen Tagen sammelte er aus der katholischen Bevölkerung seiner Pfarrei eine Schar Kämpfer unter seinem Kommando, mit denen er Überfälle unternahm. Teilweise schlossen sich ihm auch aufständische Katholiken aus anderen Gebieten an. Musić nahm durch seine Operationen auf der Linie Klobuk–Bileća–Gacko–Foča während des Aufstandes eine bedeutsame Rolle ein. So zeichnete sich Musić und seine Männer unter anderem beim Entsatz von Stolac aus. In von ihm unterzeichneten Verträgen führte er die Eigenbezeichnung Don Ivan Musić, Vojvoda donje Ercegovine (Don Ivan Musić, Wojwode der unteren Herzegowina). Als der Aufstand mit dem Einmarsch der österreichisch-ungarischen Truppen ein Ende fand, verlor Musić – der sich weigerte, wieder als Geistlicher zu amtieren – rasch sein Ansehen. Über Montenegro zog er anschließend nach Belgrad, wo er als Beamter tätig wurde und im Alter von 40 Jahren an einer Krankheit starb.

## Familie
Musić heiratete Cvija Vukasović, die aus Stolac stammte und orthodoxen Glaubens war. Eine gemeinsame Tochter der beiden starb bereits im Kindesalter. Die jüngere Tochter Delfa wurde am 6. März 1881 in Podgorica geboren. Sie heiratete später den serbischen Diplomaten und Schriftsteller Ivan Ivanić (1867–1935). Delfa Ivanić war serbische Schriftstellerin, Übersetzerin und wurde als humanitäre Helferin in den Balkankriegen und dem Ersten Weltkrieg ausgezeichnet. Sie starb am 14. August 1972 kinderlos in Belgrad.

## Würdigungen
Die Gemeinde Stolac errichtete im Jahr 1998 im Zentrum der Stadt eine Büste von Ivan Musić mit einer Gedenkplatte, anlässlich des 120. Jahrestages des Endes des Aufstandes der Kroaten gegen die jahrhundertelange osmanische Herrschaft. Das Denkmal war mehrfach das Ziel von Vandalismus.
In Mostar und Ljubuški sind Straßen sowie in Ravno ein Platz nach Musić benannt.